# Мусала
Мусала (буг. Мусала) је највиши врх Бугарске и Балканског полуострва. Врх је висок 2.925 метара надморске висине. Са релативном висином од 2.473 метра, Мусала је такође 6. највиши врх у континенталној Европи. Мусала је такође трећи топографски изолован велики врх у континенталној Европи.
Име Мусала потиче од арапских речи „Мус Алах“, што значи „ближе Алаху“. Врх је овако назван за време османске владавине. Пре тога се звао Тангра.
Успон на Мусалу почиње из Боровеца, најстаријег и најпознатијег бугарског ски-центра. Раздаљина Београд- Боровец износи 480 км. Након скретања са аутопута, иде се преко Пирота и Димитровграда на гранични прелаз Градина. Даље се иде ка Софији и Боровецу.Најлакши пут до врха је преко Боревца (1315m надморске висине) . Такође постоји и гондола од Боровеца до Јастрепца, од које има око један до два сата хода до дома „Мусала“, који се налази на висини од 2.369m надморске висине. Од дома „Мусала“, пешачка стаза води поред дома „Еверест“ (2710m надморске висине), и даље до врха, а укупан успон траје један до два сата. Последњи део успона је обезбеђен сајлом. На врху се налази метеоролошка станица.
Регион око врха Мусале на планини Рила је богат ледничким језерима који имају невероватну плаву боју. Једно од њих је и Ледено језеро које се налази близу врха Мусале.
Врх је го, није прекривен вегетацијским покривачем.
Овде се налази метеоролошка станица Мусала.